# 978 (numero)
Novecentosettantotto (978) è il numero naturale dopo il 977 e prima del 979.

## Proprietà matematiche
- È un numero pari.
- È un numero composto con 8 divisori: 1, 2, 3, 6, 163, 326, 489, 978. Poiché la somma dei suoi divisori (escluso il numero stesso) è 990 > 978, è un numero abbondante.
- È un numero sfenico.
- È un numero intero privo di quadrati.
- È un numero semiperfetto in quanto pari alla somma di alcuni (o tutti) i suoi divisori.
- È un numero palindromo e un numero ondulante nel sistema posizionale a base 12 (696)
- È parte delle terne pitagoriche  (978, 1304, 1630), (978, 26560, 26578), (978, 79704, 79710), (978, 239120, 239122).

## Astronomia
- 978 Aidamina è un asteroide della fascia principale del sistema solare.
- NGC 978 è parte delle galassie interagenti della costellazione del Triangolo.

## Astronautica
- Cosmos 978 è un satellite artificiale russo.